# Citron

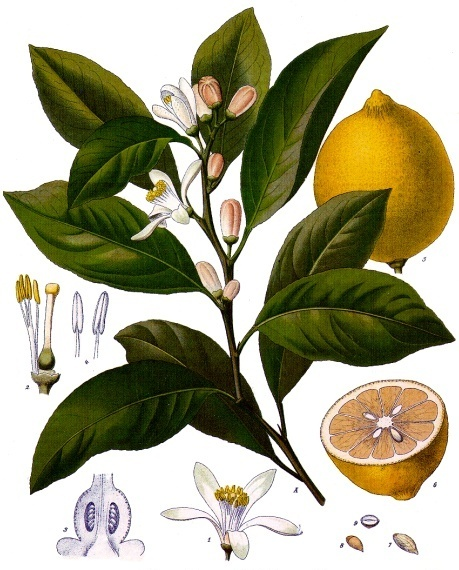
Citron (ilustrace)

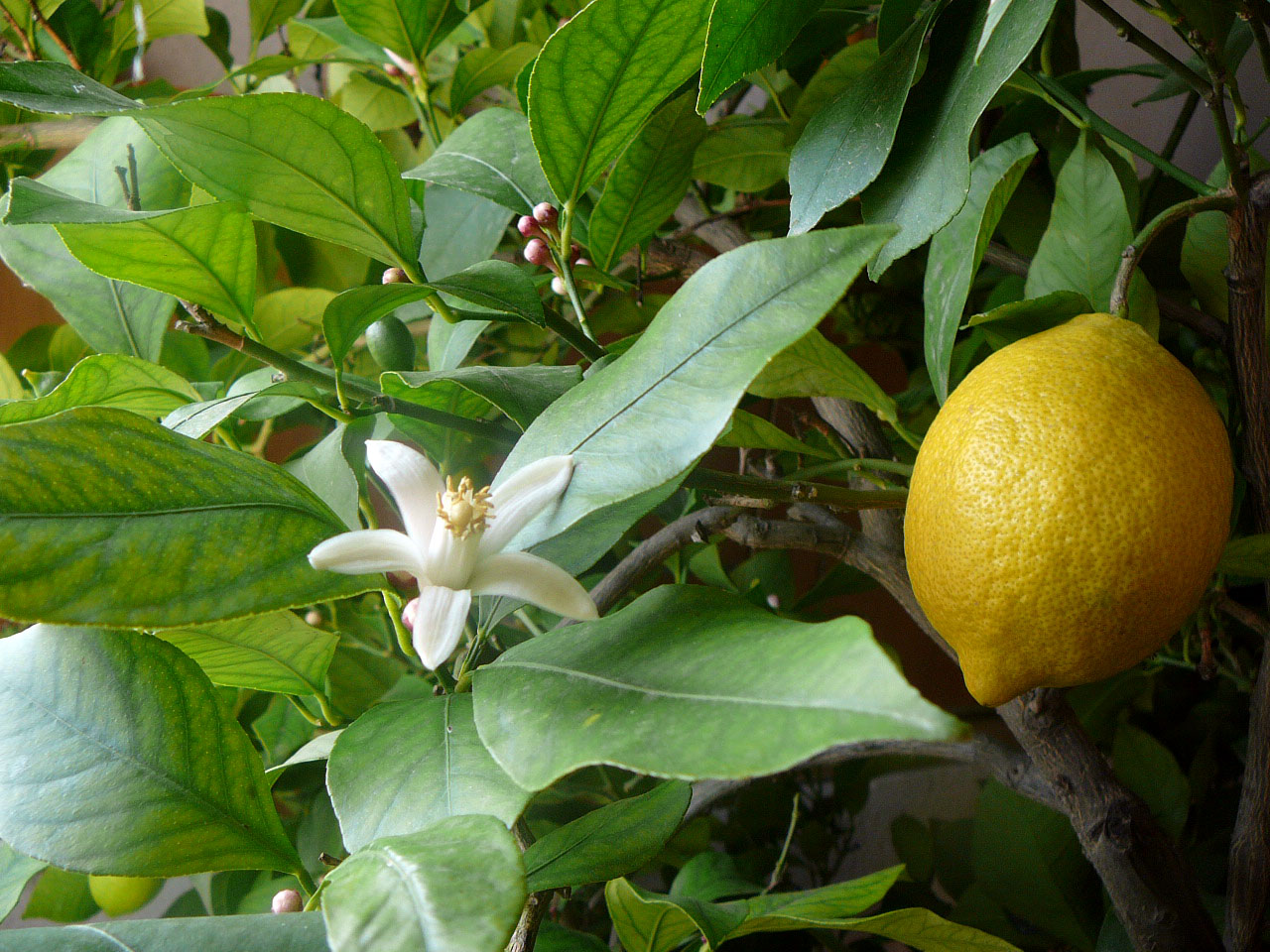

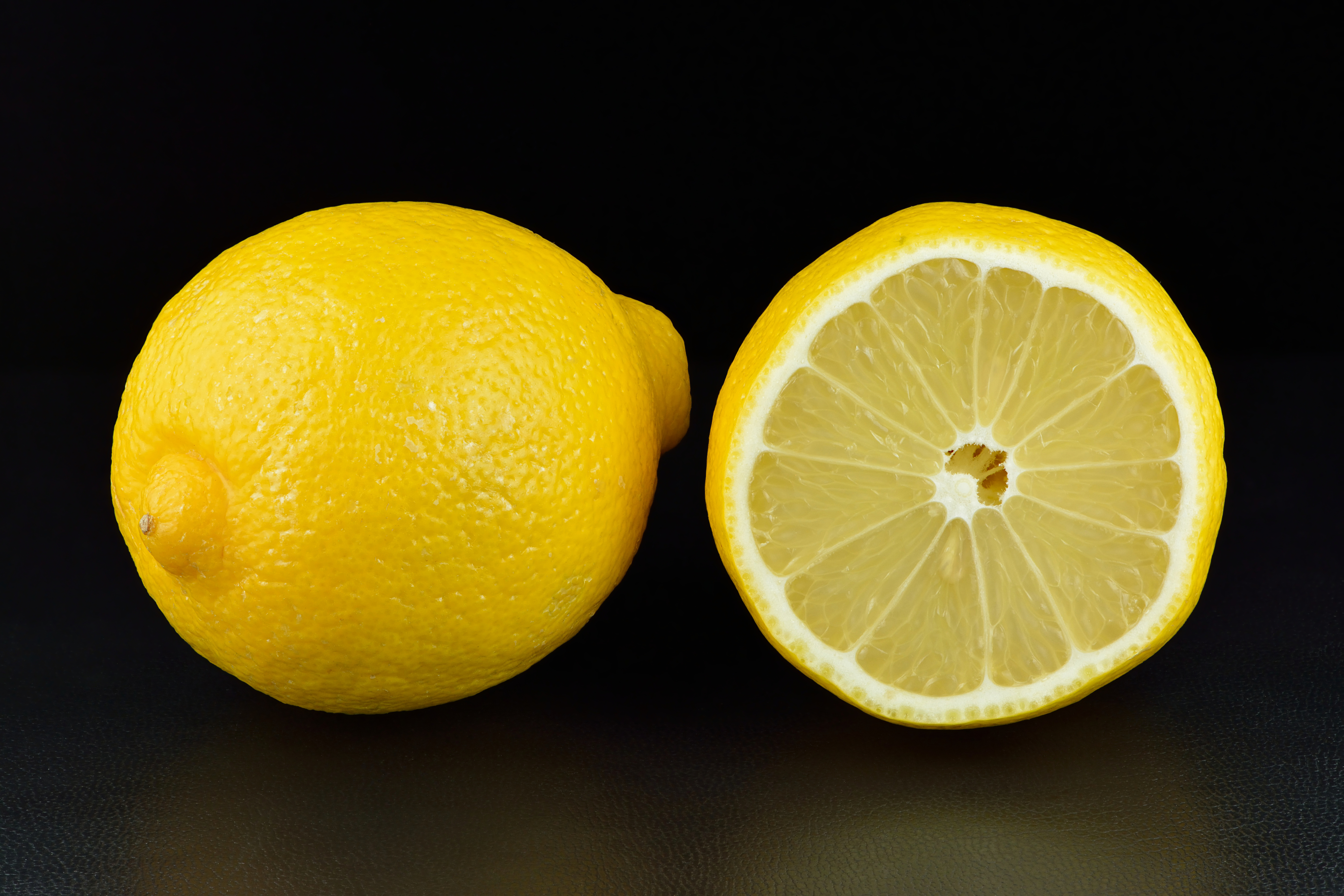
Citrony

Citron (nebo citrón) je plod citronovníku (Citrus ×limon), hybridního druhu dřeviny z rodu citrusů. Plody citronů jsou tzv. hesperidia a jsou vejcovitého tvaru, velikosti pěsti nebo větší. Jsou žluté a mají výrazně kyselou chuť.
Citrusy z řad citroníků pochází ze subtropů. V Česku, nebo obecněji v mírném pásu, je lze pěstovat pouze ve skleníku či doma při pokojových teplotách. Ideální jsou slunné, závětrné balkony. Ve velké míře se průmyslově pěstuje v Itálii. Oblastí původu je zřejmě Indie, Barma či Čína. Vzrostlý strom může v závislosti na druhu a lokalitě rodit ročně něco mezi 200 až 1 500 citrony.

## Obsahované látky
Citrony obsahují velké množství kyseliny askorbové a kyseliny citronové (3,5–8,0 g/100 g), mají přibližně kolem 87 % vody. Proto se využívají jako přírodní okyselovadlo do řady pokrmů, nebo se z nich mačká kyselá šťáva. Dále obsahují bioflavonoidy, pektin, vonné silice, provitamin A, vitamin B, cca 3 % sacharidů. Je též zdrojem vápníku, draslíku, fosforu, hořčíku, železa, zinku a dalších.

### Průměrný obsah látek a minerálů
Tabulka udává dlouhodobě průměrný obsah živin, prvků, vitamínů a dalších nutričních parametrů zjištěných v dužině plodů citronu.
| Složka          | Jednotka | Průměrný obsah | Prvek (mg/100 g) | Průměrný obsah | Složka (mg/100g) | Průměrný obsah |
| --------------- | -------- | -------------- | ---------------- | -------------- | ---------------- | -------------- |
| voda            | g/100 g  | 86,3           | Na               | 5              | vitamin C        | 58             |
| bílkoviny       | g/100 g  | 1,0            | K                | 150            | vitamin D        | 0              |
| tuky            | g/100 g  | 0,3            | Ca               | 85             | vitamin E        | -              |
| cukry           | g/100 g  | 3,2            | Mg               | 12             | vitamin B6       | 0,11           |
| celkový dusík   | g/100 g  | 0,16           | P                | 18             | vitamin B12      | 0              |
| vláknina        | g/100 g  | -              | Fe               | 0,5            | karoten          | 0,018          |
| mastné kyseliny | g/100 g  | 0,2            | Cu               | 0,26           | thiamin          | 0,05           |
| cholesterol     | g/100 g  | 0              | Zn               | 0,1            | riboflavin       | 0,04           |
| energie         | kJ/100 g | 79             | Mn               | -              | niacin           | 0,2            |

### Látky v kůře plodu
Například citronový olej z kůry lze použít jako olejové mořidlo.